# Titusville (Nueva York)
Titusville es un lugar designado por el censo ubicado en el condado de Dutchess en el estado estadounidense de Nueva York. En el año 2010 tenía una población de 811 habitantes.

## Geografía
Titusville se encuentra ubicado en las coordenadas 41°39′57.05″N 73°52′2.91″O / 41.6658472, -73.8674750.